# Pilpaküla (Pühalepa)
Pilpaküla − wieś w Estonii, w prowincji Hiuma, w gminie Pühalepa.